# Batrisodes festinatus
Batrisodes festinatus är en skalbaggsart som beskrevs av Park 1956. Batrisodes festinatus ingår i släktet Batrisodes och familjen kortvingar. Inga underarter finns listade i Catalogue of Life.